# ドロー＝ファルニー円

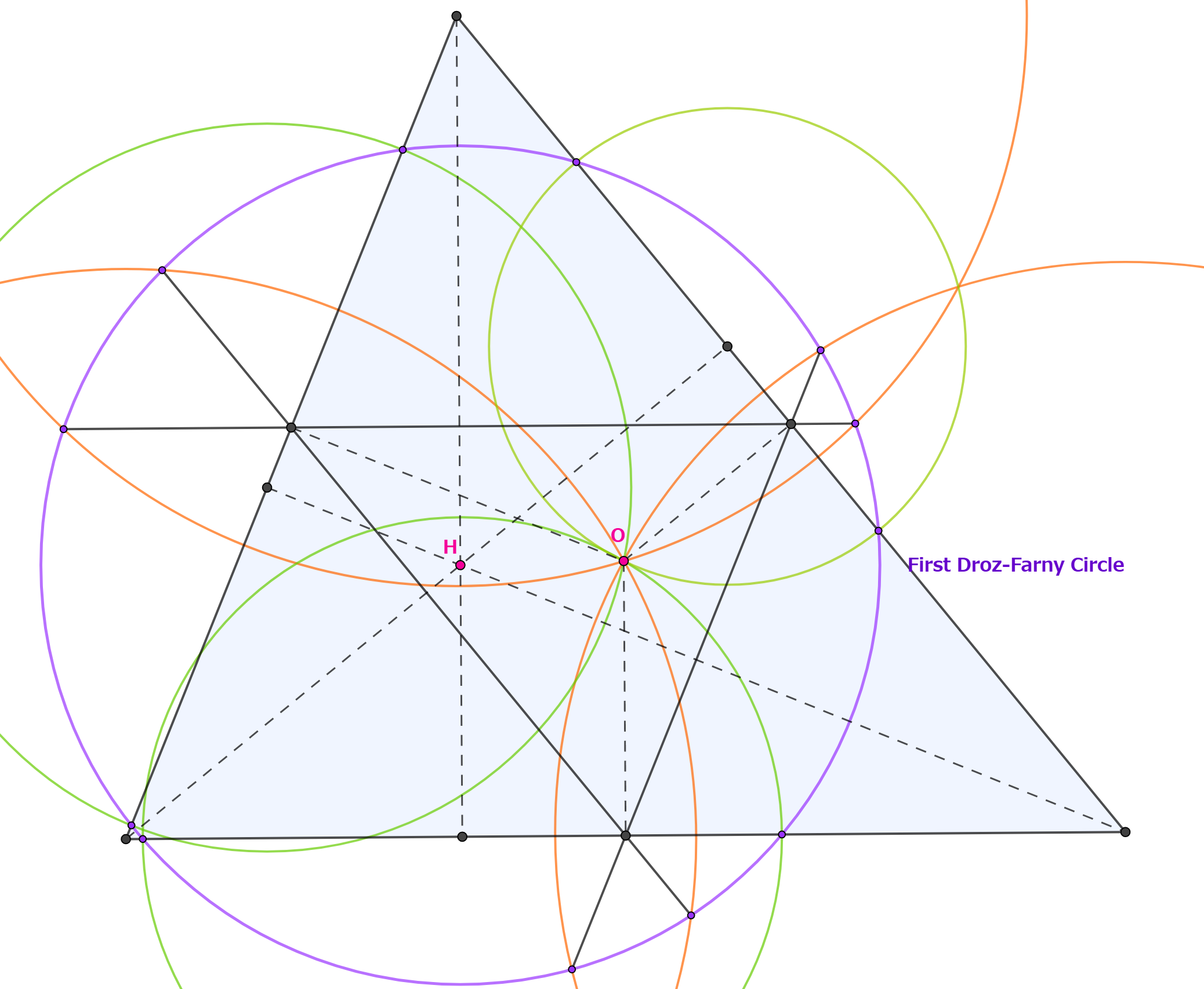
第一ドロー＝ファルニー円

初等幾何学におけるドロー＝ファルニー円（ドロー＝ファルニーえん、英: Droz-Farny circle）は、三角形に対して定義される円の一つである。シュタイナーによって提起され、1901年にアーノルド・ドロー＝ファルニーに解決された。

## 定義
△ABCの中点三角形を△MAMBMC、垂心をHとする。Hを中心とする円と△MAMBMCのそれぞれの辺の交点と対応する基準三角形の頂点との距離dはすべて等しい。この円をドロー＝ファルニー円（Droz-Farny circles）という。
dが外接円半径Rに一致するとき、特に第一ドロー＝ファルニー円（First Droz-Farny circle）という。

## 性質
基準三角形△ABCの外心をO、垂心三角形を△HAHBHCとする。それぞれHA, HB, HCを中心としOを通る円とBC, CA, ABの交点は第一ドローファルニー円上にある。

## 半径
第一ドロー＝ファルニー円の半径は次の式で表される。
{\displaystyle {\sqrt {\frac {{OH}^{2}+R^{2}}{2}}}}

## 一般化
第一ドローファルニー円は垂心と外心の関係の一つである等角共役を元に一般化できる。
基準三角形△ABCについて、等角共役な点P, Qを用意する。Pの垂足三角形を△PAPBPCとする。それぞれPA, PB, PCを中心とし、Qを通る円とBC, CA, ABの交点は同一円周上にある。中心はPである。
この円をQに対して同様に作ったときP, Qに対する一般化された円の半径は等しくなる。Q = Oとしたときにできる円を第二ドロー＝ファルニー円（Second Droz-Farny circle）という。
次の定理はダオ・タイン・オアイによる一般化である。
直線OA, OB, OC上にOOA = OOB = OOCを満たすように点OA, OB, OCを取る。この3点を中心とする同一半径の円と対応する中点三角形の辺の延べ6交点は共円である。

## 円内接四角形における類似物
円に内接し、対角線が直交する四角形の外心をO、反中心をHとする。Hのそれぞれの辺における直交射影を中心とするOを通る円と辺の交点延べ8点は共円である。O, Hを入れ替えても主張は成立する。